# Cristóvão Falcão

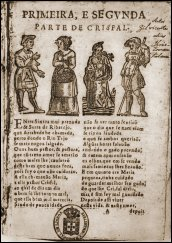
Edição antiga de Crisfal

Cristóvão Falcão (c. 1512/15 - 1557)[a] foi um poeta e diplomata português. Por vezes o seu nome é referido como tendo sido Cristóvão Falcão de Sousa ou Cristóvão de Sousa Falcão. O nome próprio aparece por vezes com a grafia arcaica de Christóvão.

## Biografia
Supõe-se que Cristóvão Falcão terá nascido em Portalegre, pois a sua família tinha residência nesta cidade. Era da nobilitada família Vaz de Almada e descendente de John Falcon (ou Falconet), um dos nobres ingleses que se instalaram em Portugal em 1386, aquando do casamento da filha do 1º Duque de Lencastre, Filipa de Lencastre, com o rei D. João I. O pai, João Vaz de Almada (Sousa Falcão), casado com Brites Godinho, era um dignitário que foi capitão na feitoria de S. Jorge da Mina e outros mais cargos, mas mesmo assim este filho morreu sem grandes recursos, como tinha acontecido durante grande parte da sua vida.
Cristóvão Falcão foi educado a partir dos 9 anos no Paço Real, em Lisboa, onde estudou Belas-Artes. Foi discípulo e amigo dos grandes poetas quinhentistas portugueses Bernardim Ribeiro e Francisco de Sá de Miranda, mas abandonou a poesia e enveredou por uma carreira diplomática. Integrou a embaixada portuguesa enviada por D. João III a Roma em 1542.[b] Após regressar a Portugal, a 31 de Março de 1545 é enviado como capitão para a fortaleza de Arguim, na actual Mauritânia, de onde regressaria em 1547. Algum tempo depois foi preso por agressão a um fidalgo. Sairá da prisão com uma carta de perdão obtida em 1551, e terá casado com Isabel Caldeira em 1553. Não teve filhos com ela, mas conhece-se um filho ilegítimo com o seu nome, o qual viria a ser capitão da Madeira. Nada mais se conhece da sua vida após o seu casamento.

## A paixão de juventude
Acerca deste episódio da vida de Cristóvão Falcão, as fontes onde este texto se baseia divergem ligeiramente.
A edição de 1911 da Encyclopædia Britannica refere que Cristóvão se teria apaixonado na sua infância por Maria Brandão, uma jovem muito bela, herdeira de grande fortuna, com quem teria chegado a casar secretamente em 1526, mas a oposição dos pais levou a que o casamento fosse anulado. O orgulho familiar levou o pai de Cristóvão a pô-lo em sua casa sob vigilância apertada durante 5 anos, enquanto Maria foi obrigada pelos seus pais a enclausurar-se no Mosteiro do Lorvão, que aí se esforçaram por convencê-la que o pretendente estaria mais interessado na sua fortuna do que na sua pessoa. A insistência dos argumentos e a promessa de um bom casamento acabaram por convencer Maria a sair do mosteiro para casar em 1534 com Luís de Silva, capitão de Tânger.
Esta história teria sido a inspiração de Cristóvão para a obra poética pela qual é mais conhecido, Crisfal.
O texto que se encontra no website do Projecto Vercial refere mais simplesmente que o jovem Cristóvão Falcão esteve preso durante 5 anos por ter casado com uma menor. Logo que saiu da prisão, procurou a sua amada em Lorvão. Foi nessa altura que começou a escrever o Crisfal, onde canta a sua paixão arrebatadora. Uma das razões para a integração de Cristóvão na embaixada a Roma como agente particular de D. João III teria sido evitar mais escândalos.

## O poemaCrisfal
Esta é a obra mais conhecida de Cristóvão Falcão, a ponto de se confundir com o nome do autor. É provável que Crisfal seja um criptónimo de Cristóvão Falcão.
Crisfal, Chrisfal ou Trovas de Crisfal, é uma écloga (poema pastoril) com 1015 versos (no texto do folheto publicado por Oliveira Santos e editado por Cohen; vide infra) que conta a história dos jovens pastores Maria Brandão e Crisfal, que se amam desde a infância, mas são separados porque os pais da jovem a levam para um lugar distante. «Escrito em harmoniosa redondilha maior, é talvez o mais expressivo exemplo da adaptação da poesia bucólica grega e latina à sensibilidade portuguesa».. É um poema impregnado de saudade[c], de  emoções ternas e puras, glorificadas em versos escritos numa linguagem directa, mas de timbre requintado,, onde perpassa uma sensualidade picante e um realismo por vezes atrevido.[carece de fontes?]
A obra colocou o Cristóvão Falcão numa posição única na literatura portuguesa e teve uma influência considerável em poetas posteriores, nomeadamente Camões.

### Polémica sobre a autoria deCrisfal
Até à publicação em 1908 por Delfim de Brito Monteiro Guimarães de "Teófilo Braga e a lenda do Crisfal", ninguém questionava a autoria de Crisfal. Nesta obra defende-se a tese de que Crisfal teria sido escrito por Bernardim Ribeiro, que se teria inspirado na paixão de juventude do seu amigo Cristóvão Falcão. Segundo o mesmo Delfim Guimarães, Cristóvão Falcão não seria sequer poeta. Entre outros argumentos, é argumentado que as publicações do século XVI das obras atribuídas a Cristóvão Falcão são anónimas e que a edição de Ferrara inclui as obras de Bernardim Ribeiro. Esta tese foi contestada ao seu tempo, e foi refutada por estudos mais recentes. Supõe-se que o anonimato terá sido uma opção de Cristóvão Falcão por causa da natureza pessoal do poema e das alusões nele feitas. Além disso, há referências a Cristóvão Falcão como autor do poema em escritos de vários autores antigos, nomeadamente do seu contemporâneo Diogo de Couto.

## Publicações

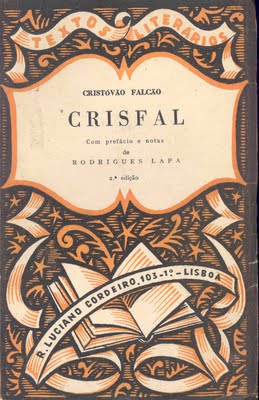
Capa de edição anotada por Rodrigues Lapa de Crisfal

- 1543-1546: Trovas de Chrisfal é publicado anonimamente num folheto (menos correctamente, numa "folha volante").
- 1554: Trovas de Crisfal aparece publicado juntamente com as obras de Bernardim Ribeiro num livro impresso em Ferrara por Abraham Usque; com atribuição ambígua a Cristóvão Falcão ("Hũa muy nomeada e agradauel Egloga chamada Crisfal que diz. Entre Sintra a muy prezada. Que dizem ser de Cristouã falcam. Ho que parece alludir ho nome da mesma Egloga").
- 1559: Edição de Crisfal, baseada na edição de Ferrara, é impressa em Colónia.
- 1893: Augusto Epifânio da Silva Dias publica no Porto uma edição crítica, Obras de Christovão Falcão, que inclui Crisfal e outro poema, A Carta.
- 1896: Uma das Cantigas Esparsas é publicada na Revista Lusitana (vol. 4, pp. 142-f 79, Lisboa), num artigo de Augusto Epifânio da Silva Dias intitulado Fragmento de um Cancioneiro do Século XVI.
- 1933: Edição de Crisfal organizada por Sousa da Silveira no Rio de Janeiro.
- 1945: Sousa da Silveira edita Textos Quinhentistas no Rio de Janeiro, que inclui Crisfal.
- 1962: Edição em Lisboa de Crisfal prefaciada e anotada por Manuel Rodrigues Lapa.
- 1965: Guilherme G. de Oliveira Santos publica em Lisboa uma reprodução fac-simile da 1ª edição (o folheto sem data nem lugar de publicação) de Trovas de Crisfal.
- 1995: Rip Cohen edita Trovas de Chrisfal segundo o texto do folheto, em suplemento especial da revista da Fundação Calouste Gulbenkian Colóquio/Letras.